# Borgo Santa Maria
Borgo Santa Maria is een plaats (frazione) in de Italiaanse gemeente Latina.